# Masseube
Masseube is een gemeente in het Franse departement Gers (regio Occitanie). De plaats maakt deel uit van het arrondissement Mirande. Masseube telde op 1 januari 2022 1.525 inwoners. 

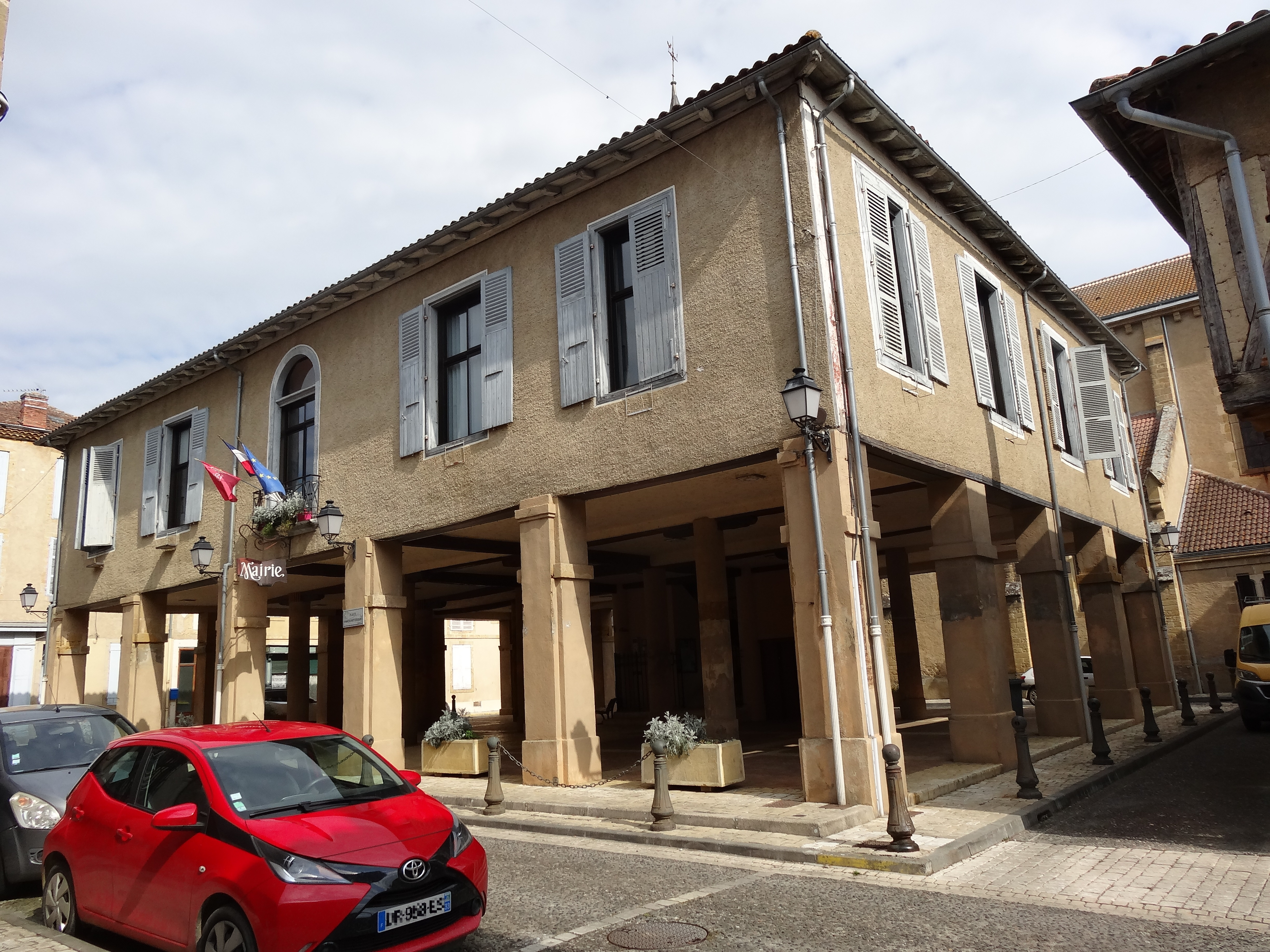
Markthal
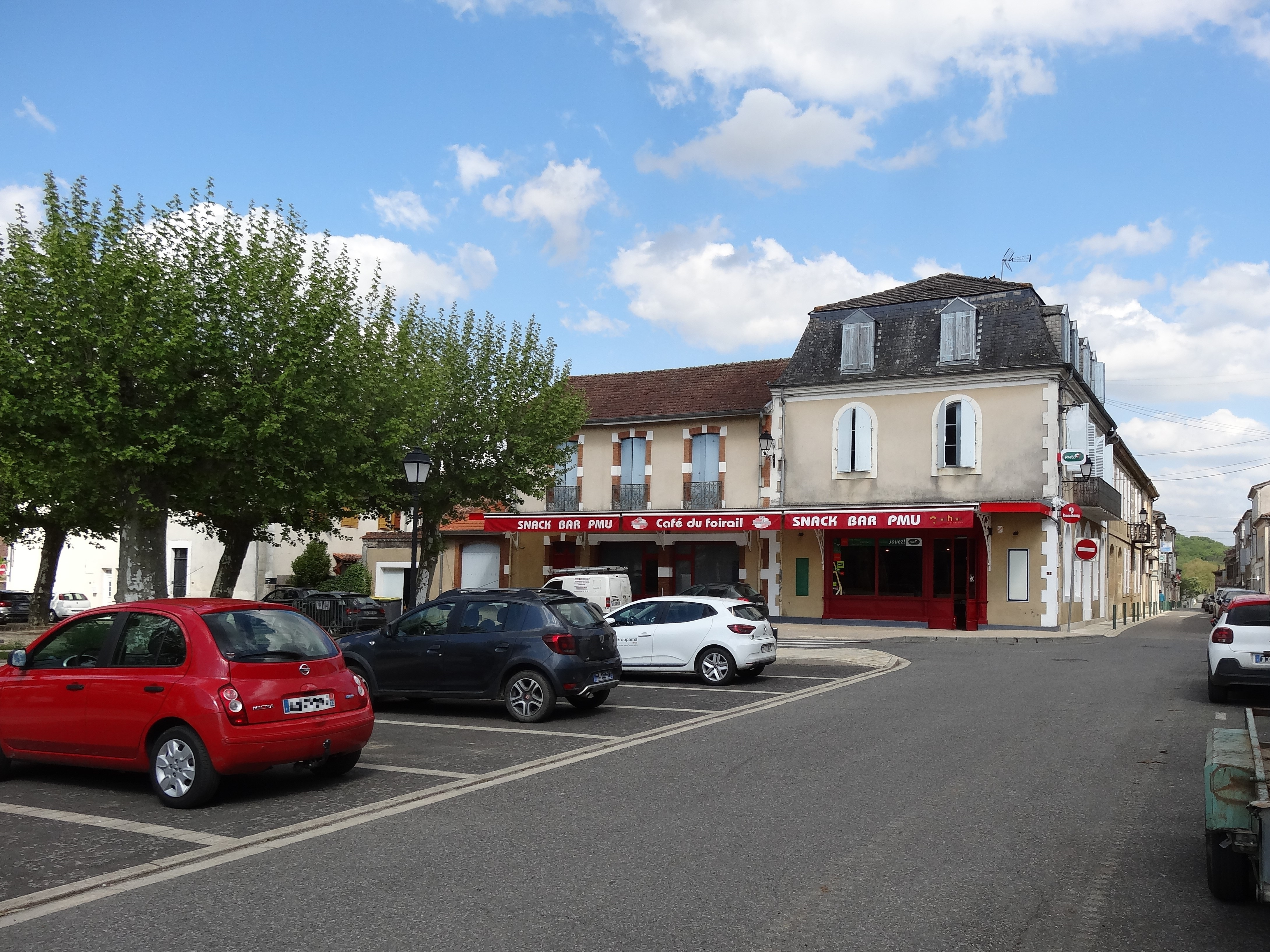
Place du Foirail
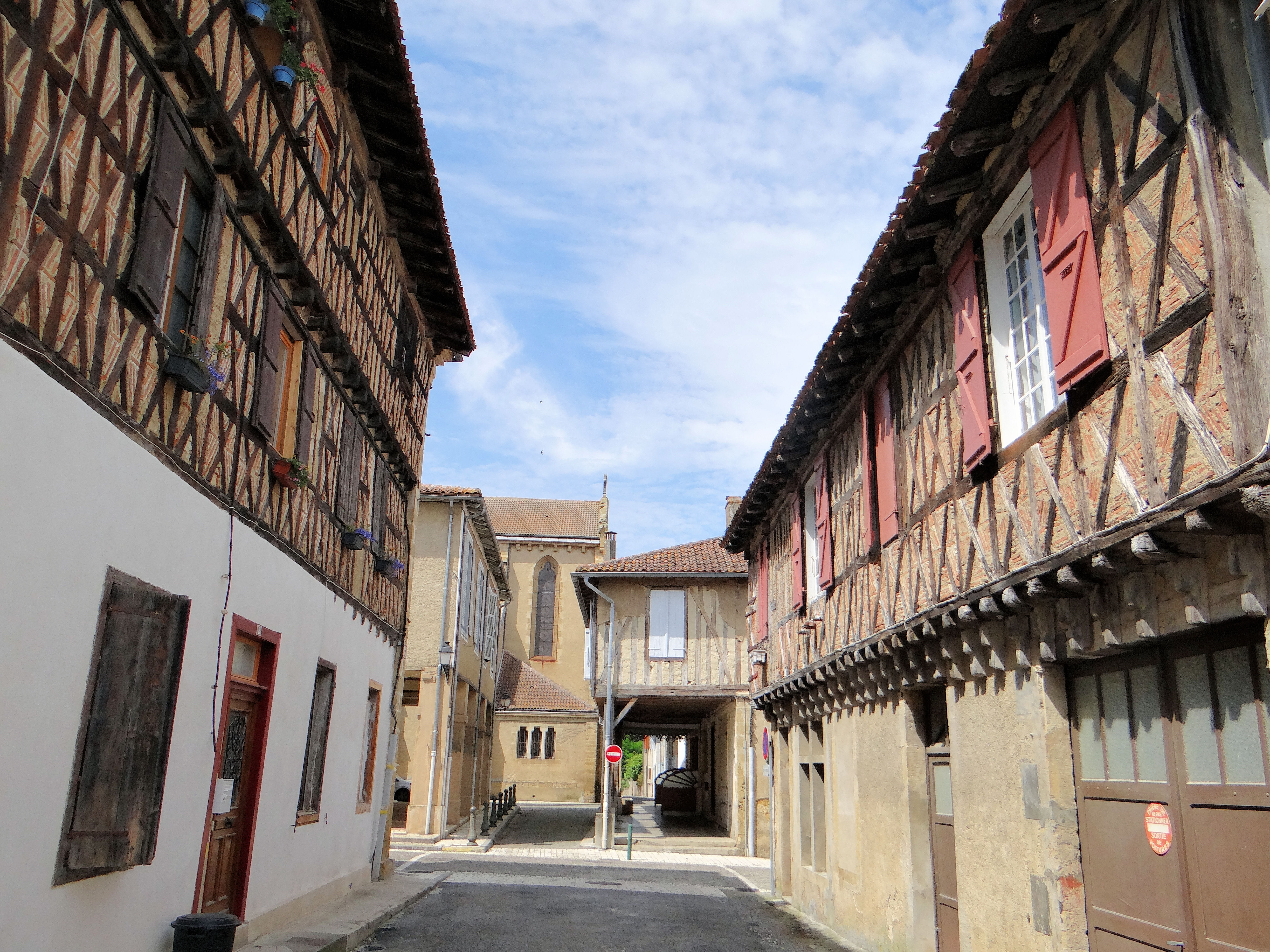
Vakwerkhuizen in de rue du Commerce
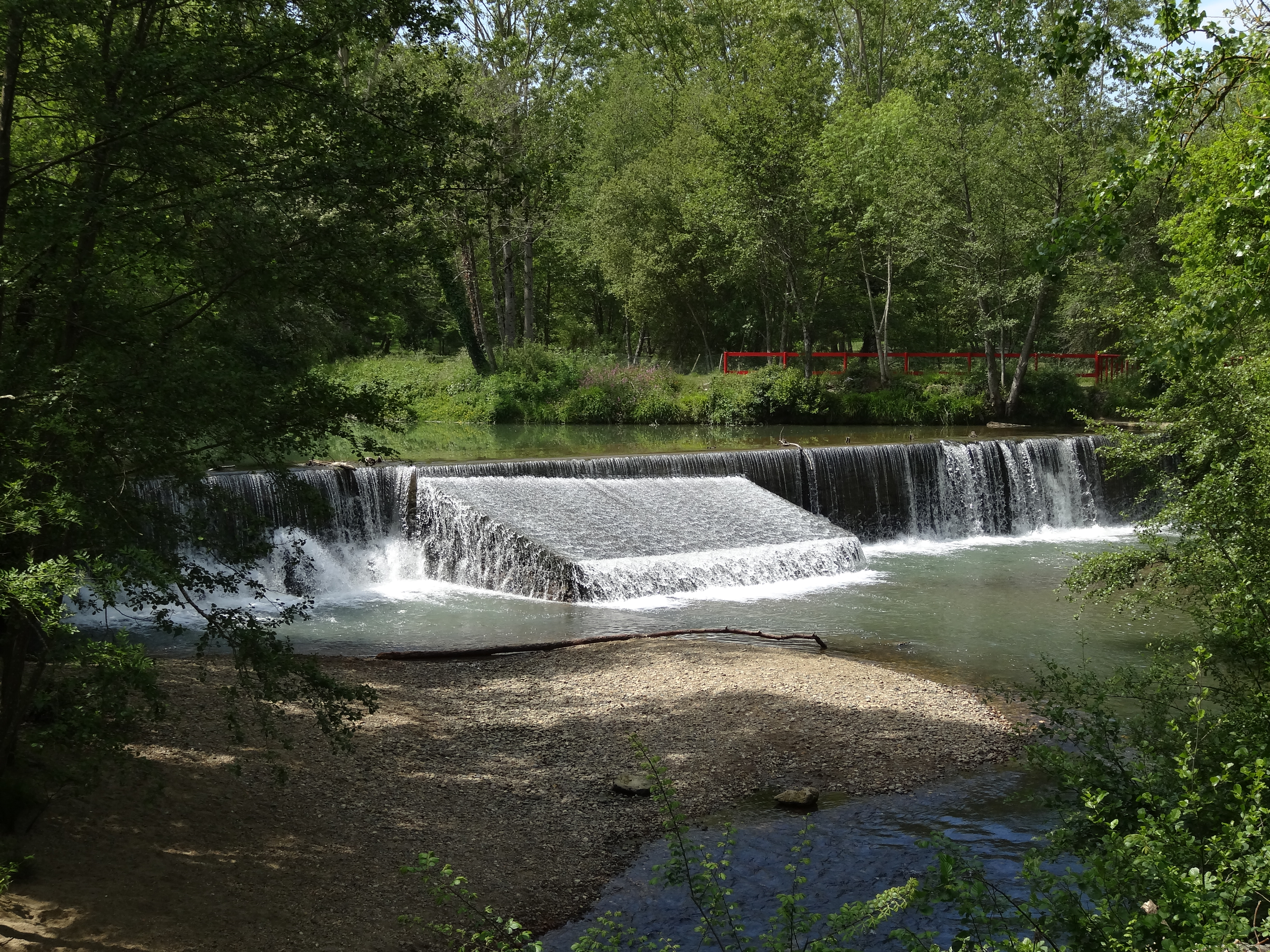
De Gers bij het Île d'Ager

## Geografie
De oppervlakte van Masseube bedroeg op 1 januari 2022 21,03 vierkante kilometer; de bevolkingsdichtheid was toen 72,5 inwoners per km².

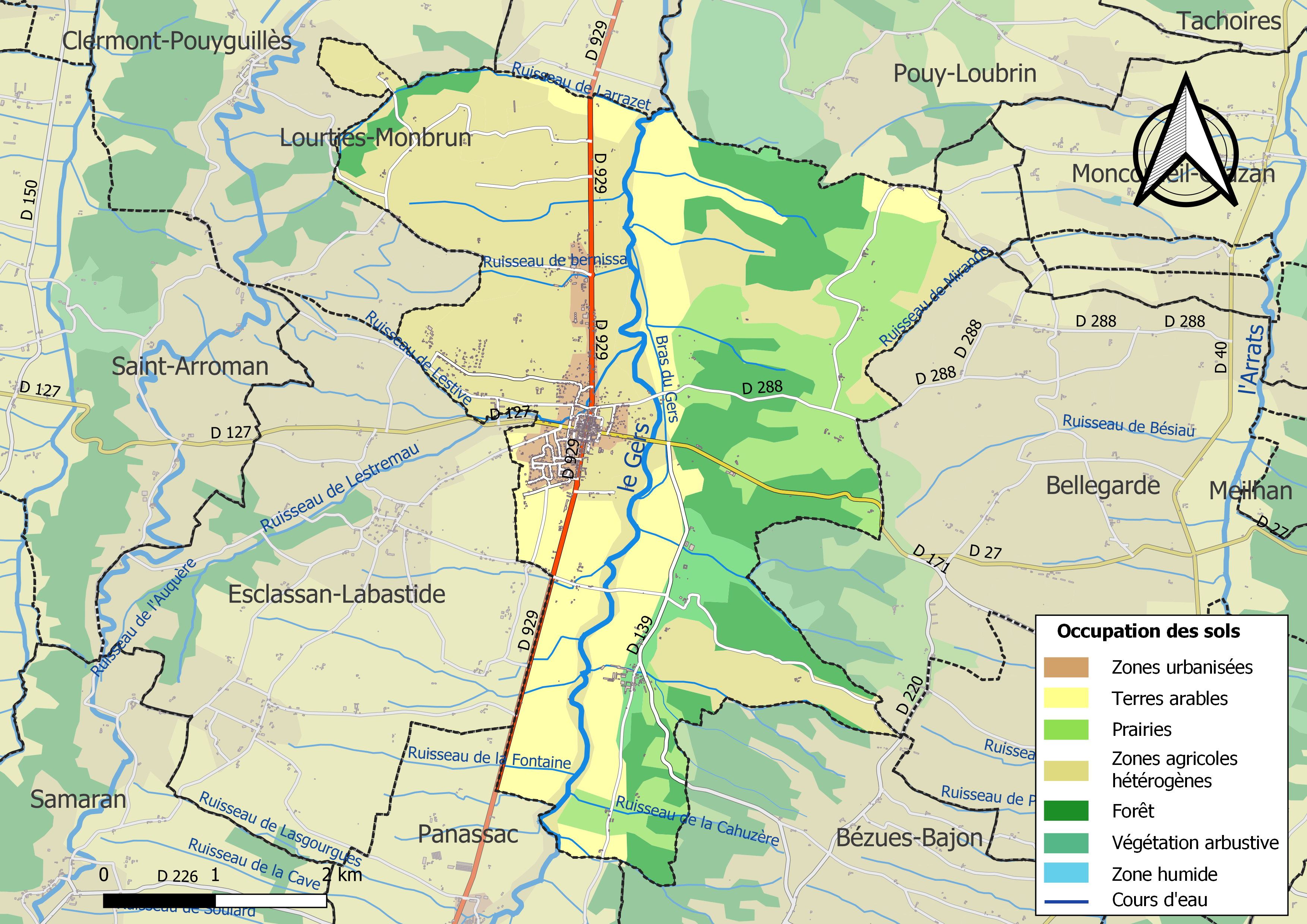
Kaart van de gemeente met belangrijkste infrastructuur, bodemgebruik en omliggende gemeenten

## Demografie
Onderstaande figuur toont het verloop van het inwonertal (bron: INSEE-tellingen).